# فطواكة
فطواكة هي بلدة تقع في غرب مدينة أزيلال، تبعد عن مدينة أزيلال حولي 85 كيلومتر.